# Raión de Yelsk
Yelsk (en bielorruso: Ельскі раён) es un raión o distrito de Bielorrusia, en la provincia (óblast) de Gómel. Su capital es Yelsk.
Comprende una superficie de 1 366 km².

## Demografía
Según estimación 2010 contaba con una población total de 17 839 habitantes.

## Subdivisiones
Comprende la ciudad subdistrital de Yelsk (la capital) y los siguientes ocho consejos rurales:
- Valausk
- Dabrýn
- Zasintsy
- Kóchyshchy
- Mlynok
- Ramiazý
- Skaródnaye
- Staroye Vysókaye